# Maxwell D. Taylor

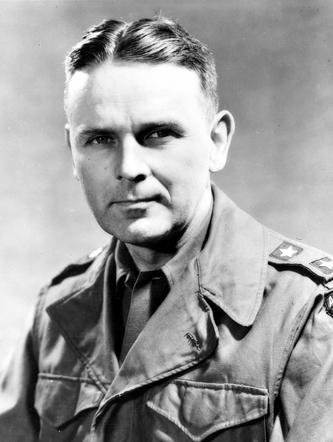
Maxwell Davenport Taylor (1944)

Maxwell Davenport Taylor (Keytesville, Missouri, 1901. augusztus 26. – Washington, 1987. április 19.) amerikai tábornok, politikus. 1922-ben végzett az Egyesült Államok Katonai Akadémiáján.

## Élete

### 2. világháború
A második világháború során részt vett különböző olaszországi légideszant-hadműveletekben. Közvetlenül a Normandiai partraszállás előtt vette át az Angliában állomásozó 101. légi szállítású hadosztály parancsnoklását.

### Háború után
A háború után 1945 és 1949 között a West Pont katonai akadémia főparancsnoka volt, majd 1949-től 1951-ig a Berlinben állomásozó szövetséges csapatok parancsnoka lett. 1953-ban a koreai háborúba ment. 1955 és 1959 között a Hadsereg vezérkari főnöke lett. Nyíltan bírált a Eisenhower elnök biztonságpolitikáját (a nukleáris fegyverek előtérbe helyezését és a hagyományos katonai eszközök háttérbe szorítását), ezért 1959 júliusában visszavonult az aktív szolgálattól.

### Elnöki tanácsadó
1960-ban Kennedy lett az Egyesült Államok elnöke, aki szintén élesen kritizálta Eisenhower katonapolitikáját, így Taylor hamar visszatért a politikai életbe. A sikertelen Disznó-öbölbeli invázió után, csalódva az akkori vezérkarban, Kennedy felkérte a tábornokot, hogy térjen vissza az aktív szolgálatba, így Taylor lett az elnök katonai kapcsolattartója és tanácsadója.
Kennedy a tábornokot küldte Vietnámba, hogy mérje fel a helyzetet. Taylor javaslatot is tett, hogy azonnal küldjenek amerikai csapatokat az országba, de ezt az elnök elutasította. 1964-ben visszavonult és 1965-ig, Henry Cabot Lodge utódaként, az Egyesült Államok dél-vietnámi nagykövete volt.

### Halála
Maxwell Taylor 1987-ben halt meg Washingtonban, és az arlingtoni katonai temetőben helyezték örök nyugalomra.